# Billy Hales
William Henry Hales, hay Billy Hales hay Bill Hales (6 tháng 1 năm 1920 – 1 tháng 10 năm 1984) là một cầu thủ bóng đá người Anh hoạt động trong thập niên 1950. Ông có 15 lần ra sân ở Football League cho Gillingham.